# Мещерская, Евдокия Николаевна
Княгиня Евдоки́я (Авдо́тья) Никола́евна Меще́рская (в монашестве Евге́ния, урождённая Тютчева; 18 февраля 1774 года, дер. Гореново, Рославльский уезд, Смоленская губерния, Российская империя — 3 февраля 1837 года, дер. Аносино, Звенигородский уезд, Московская губерния, Российская империя) — игуменья, основательница Борисоглебского Аносина женского монастыря. Тётя Фёдора Ивановича Тютчева и Анастасии Васильевны Якушкиной.

## Биография
Авдотья Николаевна родилась 18 февраля 1774 года в селе Гореново Смоленской губернии в семье богатого помещика Николая Андреевича Тютчева, любовника известной «Салтычихи», и Пелагеи Денисовны, урождённой Панютиной; имела 3 сестёр и 3 братьев, один из которых, Иван Николаевич, унаследовал усадьбу Овстуг в Орловской губернии.
В 1796 году вышла замуж за поручика князя Бориса Ивановича Мещерского, который, простудившись на охоте, умер через два месяца после свадьбы. Спустя несколько месяцев Евдокия родила дочь Анастасию. После смерти мужа она полностью посвятила себя воспитанию дочери, благотворительности, изучению Священного Писания и наследия святых отцов.
В 1799 году купила в Звенигородском уезде имение Аносино, привела его в порядок, перестроила усадебный дом, в котором жила вместе с дочерью в летнее время. Позднее, в 1810—1812 годах, на свои средства Мещерская построила в Аносино каменную церковь.
Летом 1812 года войска Наполеона приблизились к Москве: княгиня вместе с дочерью и прислугой уехала в Моршанск Тамбовской губернии. Французские солдаты разорили усадьбу, разграбили господский дом и церковь. В 1813 году она вернулась в Аносино, усадьба была восстановлена, приделы храма, а затем и основной престол освящены.
Евдокия Мещерская была очень дружна с графиней Анной Петровной Кутайсовой. Подруги между собой решили, что Кутайсов-младший, Александр Иванович, женится на княжне Анастасии Мещерской, когда ей исполнится шестнадцать или семнадцать лет. Но судьба распорядилась иначе: 26 августа 1812 года граф Кутайсов, не имея еще и тридцати лет, однако, уже будучи генералом, был убит под Бородином. Это очень поразило графиню и не менее опечалило и княгиню, которая желала этого брака. О любви Кутайсова и княжны Мещерской было известно в армии, о ней написаны прославленным поэтом В. А. Жуковским трогательные строки в посвященных герою строфах знаменитой оды «Певец во стане русских воинов».
В январе 1814 года дочь Мещерской, 19-летняя Анастасия, стала второй женой сенатора, тайного советника и кавалера Семёна Николаевича Озерова (1776—1844).
Оставшись одна, Евдокия Мещерская решила посвятить свою жизнь Богу.

## Монашество
В 1821 году, в память о трагически погибшем супруге, Авдотья Николаевна основала женскую общину и дом призрения. 17 апреля 1823 года поступила в Борисоглебское общежитие, подав перед этим прошение об обращении общежития в монастырь с приложением планов существующих на его территории зданий и указав те, которые собиралась выстроить за свой счёт.
Указ об обращении Борисоглебского общежития в монастырь и поступлении в него учредительницы Евдокии Николаевны Мещерской вышел 25 июня 1823 года. 13 сентября того же года была пострижена под именем Евгении. В монастыре Евдокия вела аскетичный образ жизни, носила власяницу, спала на доске, покрытой войлоком. По инициативе Евдокии, при монастыре были построены церковь во имя свт. Димитрия Ростовского (1824), больничный корпус с приютом и церковь во имя вмц. Анастасии Узорешительницы (1828—1829 гг.), покровительницы дочери Мещерской — Анастасии Озеровой, кельи, трапезная, мастерская, хлебные амбары и другие жилые и хозяйственные постройки, вырыто 2 пруда для разведения рыбы. В строительной и наставнической деятельности Евдокия руководствовалась советами святителя Филарета, вела с ним регулярную переписку.
В январе 1832 года из-за болезни и конфликтов с казначеей монастыря Серафимой Евдокия передала ей управление монастырем и по благословению Филарета отправилась в паломничество: посетила Воронеж, Киев, Чернигов, несколько женских обителей, заехала к родственникам, побывала на могилах родных.
Вернувшись в Москву, 19 сентября 1832 года Евдокия получила письмо от Филарета с предложением принять управление монастырём «к утешению всех там пребывающих». Ответив согласием, 24 сентября 1832 года Евдокия вернулась в Борисоглебский монастырь.
В начале мая 1835 года в обитель дали знать, что её подруга Елизавета Алексеевна Ельчанинова тяжело больна. Позабыв свою старость и хворь, Евдокия поехала в имение Ельчаниновой, находившееся в трёх верстах от Вереи. Она нашла подругу на смертном одре без памяти и без языка. Дружба их продолжалась сорок пять лет. Семнадцать лет было обеим, когда они познакомились, вместе дожили до старости в неизменной любви и дружбе. Евдокия сама закрыла глаза подруги, при выносе тела шесть вёрст шла пешком, придерживая рукой край гроба.
За несколько лет до смерти Евдокия ископала себе могилу, которую часто посещала. В августе 1836 года, предчувствуя скорую кончину, Евдокия вновь посетила Воронеж, поклонилась мощам святого Митрофана, еп. Воронежского. 3 февраля 1837 года Евдокия Мещерская умерла, её тело положили в простой дубовый гроб, заранее приготовленный игуменьей, перенесли в больничную церковь, а оттуда в собор. Похоронили её с северной стороны Троицкого собора, около Борисоглебского придела.
Оставила «Записки» и «Беседы с моей дочерью», опубликованные в 1876 году Московским Обществом истории и древностей российских. Её внучка Евгения (Озерова) в 1854—1875 гг. по благословению Филарета также была настоятельницей Аносина монастыря.